# أنطون بروكنر

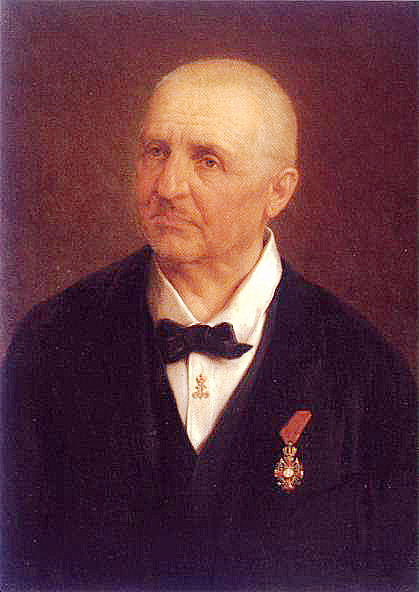
أنطون بروكنر

جوزيف أنطون بروكنر (Anton Bruckner؛ 4 سبتمبر 1824 في أنسفلدن - 11 أكتوبر 1896 في فيينا) مؤلف سمفونيات وموسيقى كنيسية نمساوي. يعرف أكثر بتأليفه لتسع سمفونيات كبيرة ومؤلفاته الدينية. عين كعازف أرغن في دير رهبان القديس فلوريان في عام 1849، وفي لينتس في عام 1856. في 1867 أصبح عازف الأرغن محكمة المصلى في فيينا. بعد أربع سنوات لاحقة أصبح أستاذاً في معهد فيينا للموسيقى. معظم أعمال بروكنر الكورسية لاتينية وذات طقوس دينية.
ولد أنطون بروكنر في عام 1824. كان أبوه ناظراً ريفياً وتوفي عندما كان بروكنر صغير السن، فأخذ إلى الدير كمرتل وهناك تعلم العزف على الأرغن. في طوال مسيرته قورنت تأليفاته للأوركسترا بمصوتيات الأرغنات. في عام 1865 استمع إلى «تريستان وإيسولده» (Tristan und Isolde) في ميونخ وبعدها أحب ريتشارد فاغنر كثيراً، إلا أن أعماله تبقى مشابه لأسلوب لودفيغ فان بيتهوفن. بعدما عين أستاذاً في المعهد الموسيقي في فيينا، قرر البقاء في تلك المدينة طوال بقية حياته. بعد أن بلغ من العمر 60 عاماً حقق شهرة كبيرة بتأليفه لسمفونيته السابعة (عام 1884). كان منحرف اجتماعياً وبقي مخلصاً للمسيحية بشكل كبير حتى رحيله في عام 1896. أبرز أعماله: تسع سمفونيات بين عامي 1866 و1896، وثلاث مقطوعات موسيقية، و«تي ديوم» (Te Deum) في عام 1884.

## حياته

### السنوات الأولى

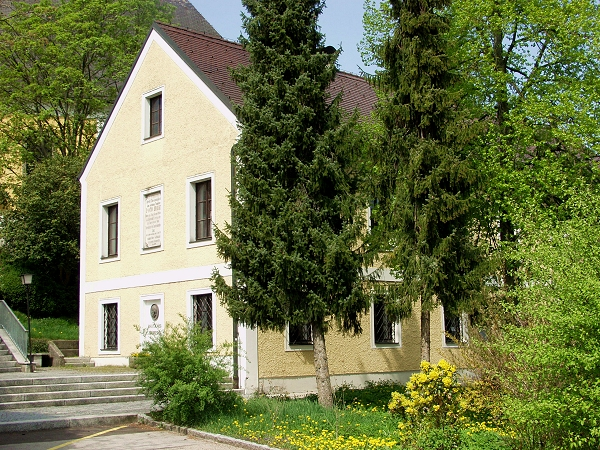
منزل ميلاد أنطون بروكنر في أنسفلدن

انطون جوزيف بروكنر ولد في أنسفلدين، قرب لينز، في 4 سبتمبر 1824. كان الأكبر في خمسة أطفال احياء لناظر أنسفلدين وعازف الأرغن، انطون بروكنر (و. 1791)، وأول معرفته بالموسيقى كان حين اصطحبته أمه إلى القداس، التي كانت تغني في جوقة الكنيسة. تلقى تدريسه الموسيقى الأول من والده، فتعلم عزف انغام الترانيم على كمان صغير في سن الرابعة، وسرعان بعد ذلك وجدوا الهارمونيات على آلة «عذراوية» (فرجنال) للأسرة؛ في سن العاشرة وتمكن بالفعل في أن ينوب عن والده كعازف أرغن في صلوات الكنيسة. في هذا الوقت أحيانا يصحبه والداه إلى دير سانت فلوريان سانت أغسطس المجاور، حيث وسط عظمة المعمار الباروكي، سمع صلوات أكثر إبهارا، يصحبها صوت مهيب للأرغن العظيم. دروسه الأولى في نظرية الموسيقى جاءت في سن 11، حيث ارسل إلى بلدة هورشنج الصغيرة المجاورة، للبقاء مع ابن عمه البالغ 21 سنة وأبوه الروحي يوهان سباستيان ويس، الذي كان ناظرا ومدرس أرغن. ويس كان مؤلف موسيقى محلي حسن السمعة، وتعلم بروكنر منه الهارموني، أساسا بطريقة تقليدية قديمة لعزف الأرغن من الباص المرقوم، كما سمع قداس موتسارت للمرة الأولى، وكذلك أعمال أوراتوريو لهايدن «الخلق» و«الفصول»، وربما قام باول محاولاته في التأليف الموسيقي.

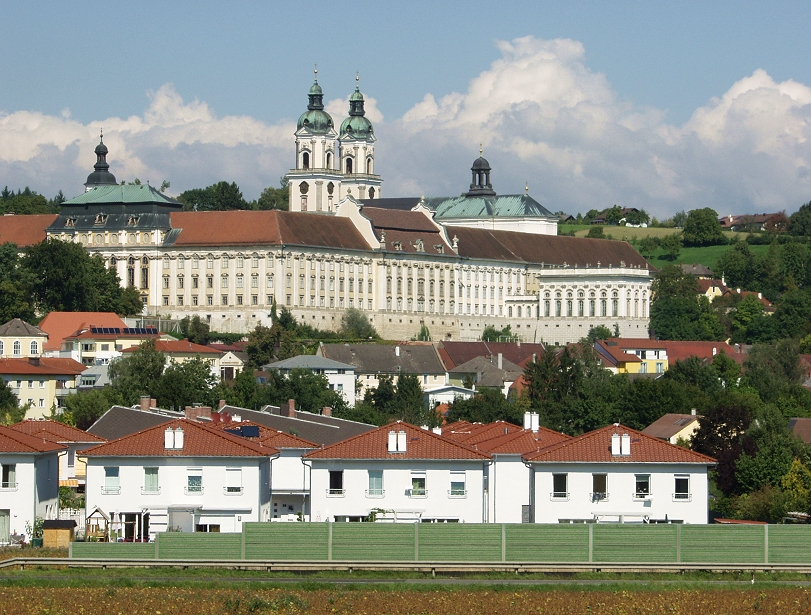
دير سانت فلوريان، حيث عاش بروكنر في عدة مناسبات خلال حياته

في العام التالي، المرض المميت لوالد بروكنر تطلب عودته لأنسفلدن لينوب عنه في المدرسة والكنيسة وكعازف كمان في رقصات القرية. لكن حين توفى والده عام 1837، رفضت والدته السماح لابنها البالغ من العمر 13 سنة بفقدان تعليمه لإعالة الاسرة؛ فانتقلت مع أطفالها الأربعة الاخرين لمسكن رخيص في قرية أخرى، حصلت على إذن من مايكل أرنث، قس سانت فلوريان، ليلتحق بروكنر في الدير كمنشد. كان الدير منزله للثلاثة أعوام التالية؛ ومنزله الروحاني لباقي حياته. وكمنشد جوقة هناك، واصل تعليمه ودراساته الموسيقية، حيث تلقى دروس أرغن أخرى من أنطون كاتنجر، عازف الأرغن في سانت فلوريان؛ آخر الأمر سمح له لينوب عنه في الصلوات الاقل أهمية. عمل بجد في نظرية الموسيقى، كرس اغلب وقته في الارتجال على ألة الارغن كما جدد دروسه في آلة الكمان، حتى عام 1839، حين صار صوته خشنا، تمكن من البقاء لسنة أخرى كعازف كمان. لكن اقترب الوقت حين اضطر لشق طريقه في العالم، ومع قلة الثقة بالنفس المثيرة للعجب قرر الاعتماد على وظيفة والده الاقل أمانا كناظر مدرسة وعازف أرغن، بدلا من تحمل مخاطر العمل في مشوار موسيقي بحت.
ليواصل دورة تدريبه كمدرس، اضطر بروكنر لقضاء عام في لينز، عاصمة النمسا العليا، وبما أن وظيفة ناظر ارتبطت بعازف الأرغن، لعبت الموسيقى دورا كبيرا في المنهج. درس نظرية الموسيقى مع مؤلف كتاب خبير في الموضوع، أوجست دورنبج، أثناء تواجده في الكاتدارئية سمع المزيد من قداسات موتسارت ولأول مرة أعمال جوزيف وميشيل هايدن. والأهم مع ذلك، كان حقيقة أنه عضو إقليمي عمره 16 سنة ضمت عاف الأرغن، تعرف أول مرة على موسيقى الحفلات المتروبوليتان والدولية: افتتاحيات فيبر وبشكل خاص السمفونية الرابعة لبيتهوفن، أعطته لمحة عن عالم جديد كليا. بعد هذه التجربة تعيينه في الوظيفة المتواضعة مساعد الناظر في القرية الصغيرة وندهاج قرب فريدستاد، مرضي كما كان لإعالة أسرته، كانت مناسبة له أكثر. تولى المنصب عام 1841 في سن 17، وأيضا واصل اهتماماته: نسخ «فن الفوجة» لباخ، وكذلك فوجات ألبرختسبرجر؛ عزف الكمان في الرقصات المحلية؛ وبدأ التأليف مرة أخرى، ومع القداس الصغير في مقام دو للألتو الصولو، آلتي هورن وأرغن، كتب لمطرب في جوقة الكنيسة. لكن القرية كان بعيدة عن منطقته الأم، كان راتبه ضئيل، ومديره غير متعاطف لانشغاله الموسيقي، وواجباته تضمنت العمل في الزارعة.
ارتاح بروكنر بعد 15 شهر حين وصل في جولة معاينة. لم تكن هناك وظيفة شاغرة في سانت فلوريان، لكن أرنيث وجد له وظيفة مساعد ناظر مدرسة في قرية كرونستورف قرب شتاير؛ داخل منطقته الأم. رغم أن كرونستورف كانت أصغر من وندهاج، كان الموقف أفضل بكثير؛ راتبه أعلى وكان مديره يعامل كوالد له. وأقام الكثير من الصداقات الوثيقة التي شاركته في صنع الموسيقى. كان الأفق كذلك أقل حدودا: فكان يمكنه الآن زيارة سان فلوريان كلما اتيحت له الوقت؛ تمكن من تلقي درسوه النظرية مرة أخرى مع قائد الجوقة الرئيسي في مدينة إنز، الذي اعتمد في تدريسه على الأعمال الكورالية لباخ وال48 مقدمة والفوجة؛ وكان يمكنه العزف على أرغن كبير مرة أخى ر، في كنيسة ابرشية شتاير. اكتسب طلاقة أكبر كمؤلف، وكتب عددا من الأعمال المتواضعة خلال مدة بقائه 3 أعوام في كرونستورف، أنحجها قداس آخر صغير (ليوم الخميس) لجوقة من أربعة أجزاء دون مصاحبة آلية.

### سانت فلوريان

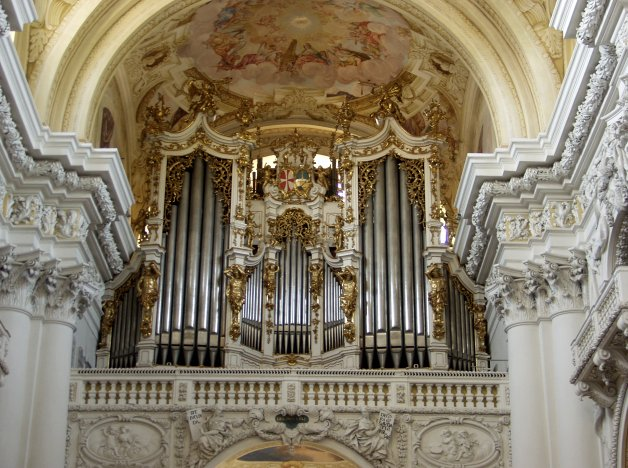
"أرغن بروكنر" في سانت فلوريان

أخيرا عام 1845، وظيفة مساعد مدرس أول في سانت فلوريان صارت شاغرة، وبروكنر في سن 21، تمكن من العودة إلى المكان الذي أحبه. ظل هناك للعشر سنوات التالية، ما زال ينظر لنفسه كناظر بدلا من موسيقي، رغم أنه واصل دراسة وتأليف الموسيقى. واصل دورة دراسية لموسيقى باخ مع قائد الجوقة في إنز؛ حضر حفلات رسيتال أرغن لباخ في لينز، أيضا صادف موسيقى مندلسون في الحفلات هناك، كون رباعي من صوت الذكور مع بعض أصدقائه، وكتب أول 12 مقطوعة أو نحو ذلك من أعماله الكثيرة لهذه الوسيلة، وكذلك عدة مؤلفات كانتاتا لمناسبات خاصة. كما تمتع برفاهية العزف على بيانو كبير في بوسندورفر ملك لصديق يدعى فرانز سيلر، شقيق أبيه الروحي، حين توفى سيلر عام 1848 وهب الآلة لبروكنر، الذي ألف عليها لباقي حياته. كانت وفاة سيلر التي حفزت أول عمل معروف لبروكنر، وهو «القداس في مقام ري الصغير» لعازفين صولو وكوراس وأوركسترا والأرغن، الذي عرض أول مرة في صلاة تذكارية في سانت فلوريان العام التالي. عام 1848 تعين عازف أرغن مؤقت في سانت فلوريان، بعد نقل كاتنجر إلى كريمسمونستر، وعام 1851 منح تعيينا كاملا، وهو حدث دل على بداية تحول البطئ من ناظر إلى ناظر مدرسة بدوام كامل. 1894 توفى صديق آخر مقرب له هو مايكل أرنث، وللجنازة كتب مقطوعتين مهيبتين قصيرتين، كلاهما في مقام مي صغير - الأولى لكوراس الذكور مع 3 آلات ترومبون، والثانية للكوراس المختلط و3 آلات ترومبون وأرغن، التي عرضت في نهاية القداس الجنائزي. أيضا عام 1854 انتج عملا كبيرا هام، missa solemnis في مقام سي بيمول الصغير لعازفي الصولو والكوارس والاوركسترا والارغن، الذي سمع لأول مرة ذلك العام في صلوات دير سانت فلوريان لخليفة أرنيث، فريدريش ماير هذا العمل اوضح أخيرا أن بروكنر كان عازف ماهر وشديد الموهبة؛ لكن حتى مع ذلك اقترح له عازف أرغن ومؤلف زائر أن عليه اكتساب المهارة باخذ كورس مراسلة في الهارموني والكونترابنط مع سيشتر في كونسرفتوار فيينا. أخذ بروكنر هذه النصيحة العام التالي وهي خطوة أخرى في اتجاه أن يصبح عازف بدوام كامل؛ اثناء ذلك اجتاز امتحانين في التدريس لمرحلة الثانوي، وعزف الأرغن والارتجال، ونال دبلوماتين ضمنتا له منصب أعلى إذا فكر في العودة إلى مهنة ناظر وعازف ارغن.
حين ذهب بروكنر إلى فيينا في يوليو 1855 ليطلب من سيشتر ليقبلوه طالب خاص، كان عمره تقريبا 31 سنة (سن ذهب فيه شوبرت إلى سيشتر في نوفمبر 1828، لكنه مات قبل نهاية الشهر). أخذ معه عمله missa solemnis، وانبهر سيشتر بما يكفي بموهبته ليقبله بلا تردد. لكن سيشتر أيضا نصحه بمغادرة عزلة سانت فلوريان، ولدى عودته تقدم لوظيفة شاغرة كعازف أرغن في كاتدرائية أولمك (سرا كان يخشى مضايقة ماير). حين عرف ماير بهذا التقدم السري، أنب بروكنر بشدة وحين صارت وظيفة عازف أرغن في الكاتدرائية بلينز شاغرة لاحقا في نفس العام، خاف بروكنر من التقدم على الإطلاق. ذهل اصدقاؤه حين اكتشفوا عدم وجوده في لينز يوم الاختبار، بما أنه كان الرجل المناسب للوظيفة؛ لكنهم نحجو بتوصله هناك. اصطحبه دورنبرجر إلى الكاتدرائية وأخيرا عندما كان أداء المرشحين الاخرين ضعيفا، ذهب إلى قاعة الأرغن ونال الوظيفة بسهولة، وفي ديسمبر 1855 انتقل غلى لينز، حيث قضى ال13 سنة التالية.

### لينز

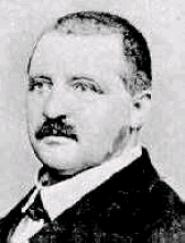
بروكنر، عام 1860

رغم أن بروكنر كان منتج بغزارة، الفترة التي قضاها في لينز، التي شغلت كل فترة الثلاثينات من عمره، كانت أكثر فترة انشغل فيها في حياته. كعازف في الكاتدرائية كان عليه أيضا العمل في كنيسة الإبرشية؛ وعمل بجد لإجادة تكنيكه الموهوب بالفعل على الأرغن، وليحسن وضعه المالي (فكان ما زال يعيل اسرته) أخذ عددا من طلاب البيانو، ومحب للموسيقى الكورالية شارك بفاعلية كمنشد (ولاحقا مايسترو) لجمعية لينز الكورالية. كل هذا النشاط استمر أثناء عمله في كورس المراسلة مع سيشتر في فيينا، فكان يعمل سبع ساعات يوميا في تمارين في الهارموني والكونترابنط، ويجري مرة في العام اختبار صعب مع سيشتر ليمنحه شهادة سير التقدم. في الواقع حتى سيشتر نفسه الذي كان يعطيه واجبات كثيرة كان قلقا من اجتهاد بروكنر؛ وأحد الأيام عند تلقيه 17 مسودة فيها حلول مسائل صعبة، كتب لبروكنر ينصحه ألا يجهد نفسه لهذا الحد حتى لا تتأثر صحته العصبية. ولحسن الحظ كانت إحدى قواعد سيشتر الصارمة أن يمتنع طلابه كليا عن التاليف الحر اثناء الدراسة النظرية معه؛ وايضا لحسن الحظ أن بروكنر كان فطرته مطيعا دون جدل مما أجبره على مراعاة هذا الشرط (توجد تقريبا فجوة كاملة في إنتاجه بين سنوات 1856 و1861) بالتالي - ربما دون رغبته - ارتاح من عبء عمل إبداعي قد يقوده إلى الانهيار العصبي. أيضا من حسن حظه أنه استمر خلال الوقت العصيب من المدير الحديد اسقف لينز، فرانز جوزيف رودجير الذي رغم عمله في السياسة كان أيضا يحب الموسيقى واعجب ببروكنر كموسيقى وإنسان.

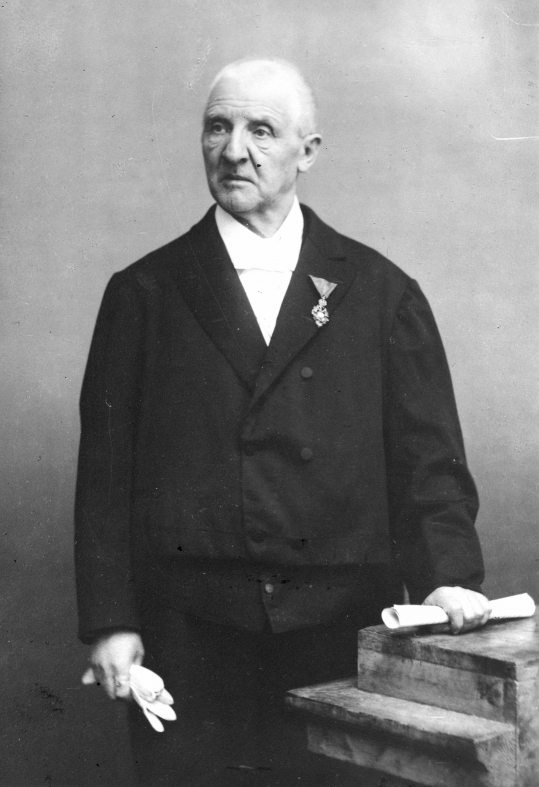
أنطون بروكنر

انتهى الكورس مع سيشتر عام 1861 بشهادة جيدة اسعدت بروكنر، رغم دراسة مجتهدة لأسس الموسيقى، اعترف أنه كان «مثل كلب حراسة كسرت أغلاله». مع ذلك أجبر على التقدم إلى كونسرفتوار فيينا لدارسة دبلوما تؤهله للتدريس في الهارموني والكونترابنط في الكليات الموسيقية. امتحنه عدد من الموسيقيين البارزين منهم سيشتر واجتاز بامتياز. كانت الذروة عند ارتجاله لفوجة للأرغن على لحن مقدم له، بعدها تأثر يوهان هربيل مدرس في الكونسرفتوار فقال: «كان لابد أن يختبرها هو: إذا عزفت عشر ما يعرفه لكنت أصحبت سعيدا». بروكنر أخيرا أجاد كل ما يمكنه تعلمه عن عزف الأرغن والنظرية والهارموني والكونترابنط والارتجال، لكن حينها في سن 37، هذا الطالب الأبدي قرر أن (رغم قداساته للكوراس والأوركسترا) عليه اكتساب إجادة تامة للشكل السيمفوني والتوزيع. هذه المرة اختار مدرسه أن يكون موسيقي عمله، اوتو كتزلار، عازف تشيللو رئيسي ومايسترو في مسرح بلدية لينز، الذي اعتمد في تدريسه بشكل أقل على الكتب النصية وأكثر على ممارسة عزف المؤلفين الجدد في القرن ال19، أساسا بيتهوفن، لكن أيضا شخصيات أحدث، بما فيهم مندلسون.
رغم أن بروكنر لم يدرك هذا وقتها، كانت هذه نقطة تحول في حياته الإبداعية؛ اعتبر هذا مجرد مسألة إكمال دراسته، لكن في الواقع هذا الرحيل غير كل تكيفه. حتى ذلك الوقت كان مؤلف تقليدي إقليمي، حرفي بارع ينتج أعمال محاكة ببراعة لكن مجهولة أسلوبيا للكنيسة والجمعيات الكورالية المحلية، اعتمادا على معرفة جيدة بتقنيات الماضي لموتسارت وهايدن وباخ، والهارموني والكونترابنط البحت للمؤلفين البوليفونيين القدامى كما صنفوا من أصحاب النظريات لاحقا. خلال السنوات القليلة الباقية له في لينز، ادرك كجزء مما كان يحدث للموسيقى في عصره، فعبر عن نفسه بشكل فردي كليا باستيعاب الطرق الجديدة في قاعدته الصلبة للتقنية التقليدية. بعد هذا انتقل لفيينا ليصبح أشهر شخص وأكثر إثارة للجدل في عصره.
أول الأمر بروكنر درس ببساطة التوزيع والشكل خاصة قالب السوناتا مع كتزلر، واثناء 1862 أنتج كجزء من تمرينه، اربع مقطوعات للأوركسترا والرباعية الوترية في مقام دو الصغير، وهي الأولى له، واعمال أوركسترالية وموسيقى الحجرة غير مميزة الملامح. تحول بروكنر المتأخر وغير المتوقع لم يتم على يد تدريس كتزلر، رغم قيمته في توفير الوسائل الفنية اللازمة، مثل الوحي الذي جاء له مع كتزلر بعد عام: أول مقابلة له مع موسيقى فاجنر. قرب نهاية 1862، قرر كتزلر تقديم أول عرض في لينز لتانهاوزر، ودرس النوتة مع بروكنر، الذي حضر العرض الأول في 13 فبراير 1863. ذهل بروكنر العمل كليا الذي أوضح له إمكانية مخالفة المؤلف لكثير من القواعد التي أصر عليها سيشتر، واستخدام التقدم الهارموني الذي لم يمسح به ورغم هذا وربما لهذا السبب يبتكر موسيقى عبقرية شامخة خلال هذه الفترة كتب تمارين أوركسترالية أخرى، السيمفونية في مقام مي الصغير، وافتتاحية في مقام صول الصغير؛ هذه لم تعكس أسلوب فاجنر لكن كانت تناول غير تقليدي تجاه التأليف، مما يعكس حيوية وفردية كبيرة، رغم أنها بالكاد مطبوع عليها شخصية بروكنر الموسيقية. اتخذ خطوة للامام عام 1863-1864 مع سمفونية في مقام ري الصغير، التي رغم افتتاحيتها التنبؤية، رفضها في نهاية حياته. الانفراجة الحقيقية جاءت لاحقا في العام مع قداس في مقام ري الصغير للمنشدين الصولو والكوارس والأوركسترا والأرغن، حيث ينكشف بروكنر الناضج فجاة. وهو مقياس على الاتجاه المحافظ لبروكنر وقلة ثقته بنفسه، والحافز الذي قدمه له منهج فاجنر الثوري، حتى أن تعليقه على الاسلوب الجديد الجرئ للقداس كان «لم أجرؤ على هذا من قبل» لكن بما أنه امتلك الجرأة الآن لم يعد يشعر بالتواني.

## روابط خارجية
- أنطون بروكنر على موقع IMDb (الإنجليزية)
- أنطون بروكنر على موقع الموسوعة البريطانية (الإنجليزية)
- أنطون بروكنر على موقع ميوزك برينز (الإنجليزية)
- أنطون بروكنر على موقع أول موفي (الإنجليزية)
- أنطون بروكنر على موقع قاعدة بيانات الأفلام السويدية (السويدية)
- أنطون بروكنر على موقع إن إن دي بي (الإنجليزية)
- أنطون بروكنر على موقع أول ميوزيك (الإنجليزية)
- أنطون بروكنر على موقع ديسكوغز (الإنجليزية)

## المصدر
The New Grove Late Romantic Masters: Bruckner, Brahms, Dvorak, Wolf, ISBN 0-393-30101-X